# Rio Ibor
O Rio Ibor é um rio espanhol afluente da margem esquerda do Rio Tejo da provincia da Extremadura que nasce na Sierra de Guadalupe e percorre 60km passando pelos municipios de Guadalupe, Navalvillar de Ibor, Castañar de Ibor, Fresnedoso de Ibor, Mesas de Ibor e Bohonal de Ibor até desaguar no Rio Tejo na Barragem de Valdecanhas.